# Палас-отель (Ростов-на-Дону)
Палас-Отель — старинный пятиэтажный дом в городе Ростов-на-Дону. Памятник архитектуры XIX века. Адрес здания: Ростов-на-Дону, Буденновский проспект, д. 43/53.

## История

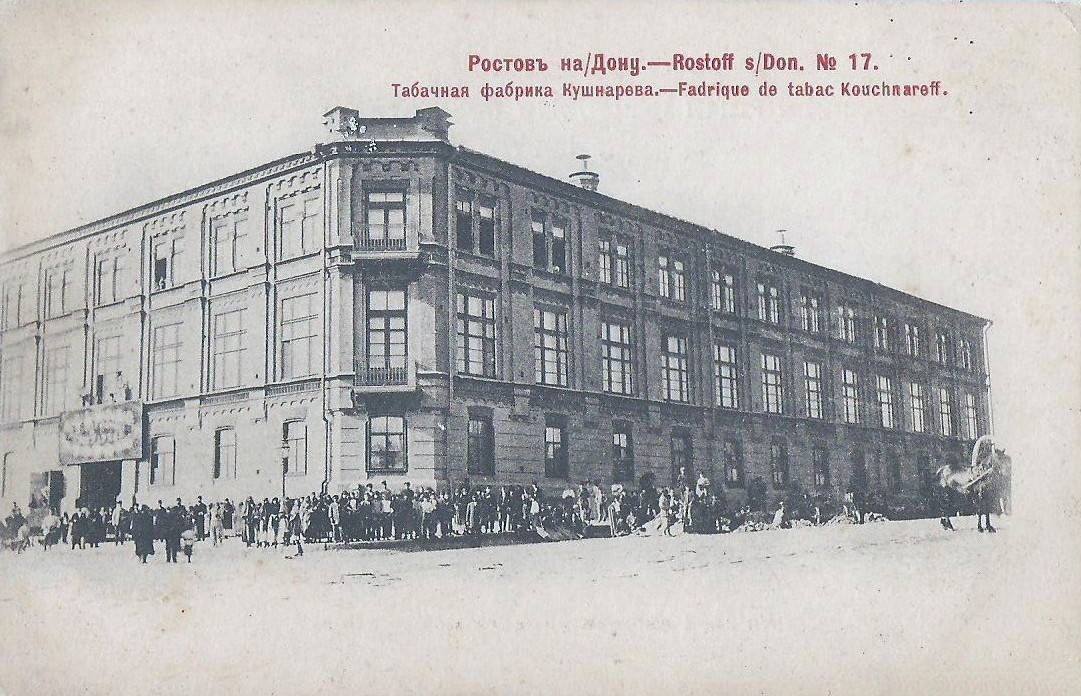
Ростов на Дону. Здание табачной фабрики Кушнарёва

Трехэтажное здание в Ростове-на-Дону на углу Буденновского проспекта и улицы Пушкинской было построено в 1880-х годах  для табачной фабрики  Кушнарёва, в 1914 году «Товарищество Я. С. Кушнарёва» вместе с табачной фабрикой Асланиди присоединяется к табачной фабрике Асмолова, находящейся в Казанском (Газетном) переулке, а здание на Буденновском проспекте в 1914—1915 году перестраивается в архитектурном стиле «ампир» по проекту армянского архитектора Арутюна Христофоровича Закиева.
После перестройки в здании была гостиница, которая относилась к 1-му классу. В гостинице было около 70 2-х и 3-х местных номеров, большой столовый зал. В центре зала бил фонтан. У торцовой стены зала находилась оркестровая раковина. У входа в столовый зал в большой нише стоял аквариум с рыбой, которая входила и в меню ресторана. Площадь аквариума составляла 8 м².
Стены в столовом зале были окрашены в светлые кремовые тона. По продольной и одной поперечной стене были расположены отдельные столовые кабинеты. Кабинеты открывались в столовый зал рядом арок с выступами. Столовый зал был рассчитан на 800 посетителей.
В августе 1914 года в фешенебельной гостинице «Палас-отель» останавливался император Николай II c cемьей и наследником престола. Государь император с семьей следовали с Кавказа в Москву на конных экипажах.
С 23 марта по 4 мая 1918 года в «Палас-отеле» располагалось правительство Донской советской республики во главе с руководителями революционного казачества на Дону Ф. Г. Подтелковым и М. В. Кривошлыковым.

После занятия Ростова белыми войсками в мае 1918 года здесь снова работала гостиница.

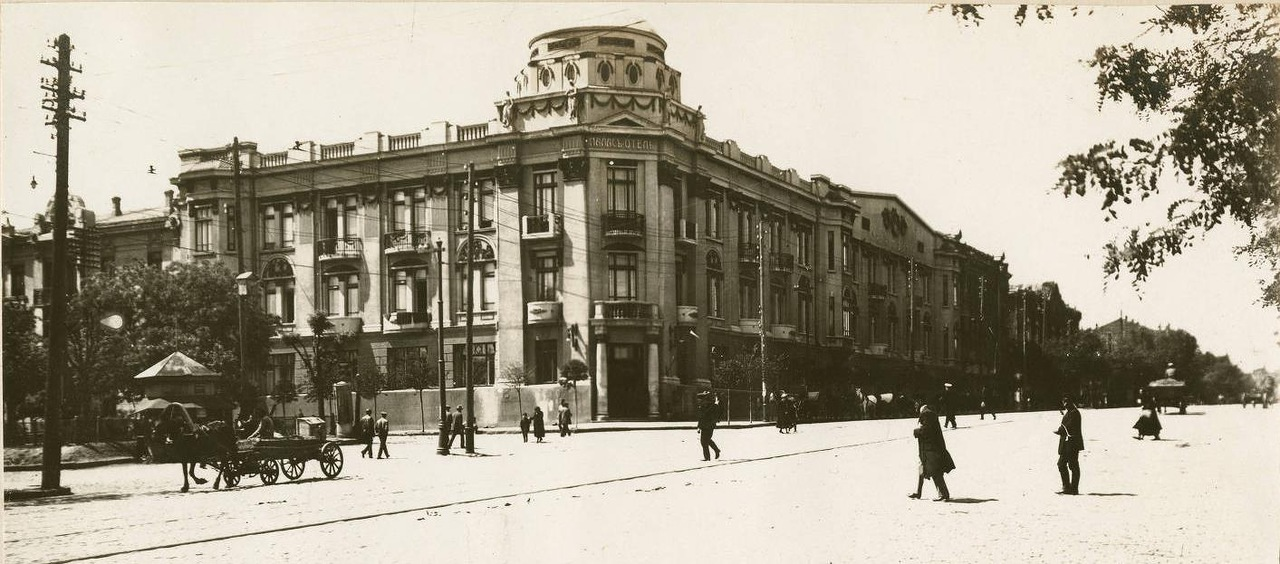
27-я истребительная эскадра

13 июня 1919 года в вестибюле гостинице был убит председатель Кубанской Рады хорунжий Николай Рябовол, который выступал за самостоятельность Кубани и отделение её от России с последующим отказом от участия в Гражданской войне. Убийца в офицерских погонах дважды выстрелил ему в спину и скрылся в автомобиле.
В 1920 году в гостинице размещался штаб Первой Конной армии, а позднее находился штаб Северо-Кавказского военного округа.
К настоящему времени здание перестроено, надстроены два этажа. Ныне в здании находится Федеральное государственное казенное учреждение «Южное региональное управление правового обеспечения» Министерства обороны Российской Федерации, Управление связи ФГУ «Штаб СКВО» и другие организации.